# Elena Luzghin
Elena Luzghin, întânită și Elena Lazo-Lugzhin (n. 10 ianuarie 1871, Lungeni – d. 13 martie 1933, Chișinău), a fost o filantroapă română.

## Date biografice
Rămâne orfană la patru ani, de educația sa s-a ocupat unchiul ei, Nicolae Leonard, care i-a îndreptat pașii spre Institutul de Fete Nobile din Odessa, unde a urmat studiile gimnazile. Urmează, mai apoi, studiile superioare la Varșovia și apoi la Paris, unde își manifestă curiozitatea pentru medicină și literatură. În 1891 se căsătorește cu Gheorghe Lazo și se stabilește cu acesta la moșia sa din comuna Piatra, raionul Orhei. După vinderea acestei proprietăți se stabilesc la Ezăreni, unde avea o moșie lăsată de părinți. Reușește să aibă grijă de buna funcționare a moșiei de una singură după moartea soțului (1905). Își educă cei trei copii și apoi cumpără o vilă în afara Chișinăului. În 1917, se căsătorește cu Ștefan Luzghin și continuă să îi sprijine pe locuitorii din Ezăreni. Începe să predea limba franceză la Școala Eparhială de fete din Chișinău începând cu 1922. Publică în reviste precum „Plodovodstvo” și „Bessarabskoe selskoe hoziaistvo”.

## Organizații
A făcut parte din mai multe organizații, prin intermediul cărora a susținut educația copiilor orfani, a promovat educația în rândul femeilor și a contribuit la ajutarea săracilor:
- Consiliul de conducere al orfelinatului Olga;
- Comunitatea surorilor de caritate Hârbovăț;
- Casa Muncii a Societății de Binefacere;
- Societatea nevoiașilor de pe lângă Gimnaziul 1 de băieți;
- Liga Culturale a Femeilor Moldovence (din 1917);
- președintă a Ligii Femeilor din Basarabia (1931).